# Charlotte (księżna Valentinois)
Charlotte, księżna Valentinois, wcześniej Louvet, zamężna de Polignac (Charlotte Louise Juliette Grimaldi, ur. 30 września 1898 w Konstantynie, zm. 15 listopada 1977 w Paryżu), monakijska księżniczka z dynastii Grimaldich, nieślubna córka Ludwika II, księcia Monako, i jego kochanki Marii Louvet; następczyni monakijskiego tronu w latach 1922–1944 i 1949–1957; od 1918 członkini monakijskiej rodziny książęcej, od 1919 tytularna księżna Valentinois.

## Powiązania rodzinne
Charlotte urodziła się 30 września 1898 roku w Konstantynie w Algierii.
Jej rodzicami byli książę Ludwik, wówczas następca monakijskiego tronu i jego kochanka Maria Louvet, algierska śpiewaczka kabaretowa.
Poprzez małżeństwo ojca jej macochą była Gizela, księżna Monako, francuska aktorka. Charlotte była starsza od swojej przybranej matki o dwa lata.
Jej dziadkami byli ze strony ojca Albert I, władca Monako w latach 1898–1922 i jego pierwsza żona, Maria, pochodząca z brytyjskiej arystokracji, późniejsza hrabina Tolna; natomiast ze strony matki Jacques Henri Louvet (ur. 1830, zm. 1910) i Josephine Elmire Piedefer (ur. 1828, zm. 1871). Poprzez drugie małżeństwo dziadka jej przybraną babcią była Alicja, księżna Monako, a poprzez drugie małżeństwo babki jej przybranym dziadkiem był Jerzy, hrabia Tolna.
Z pierwszego małżeństwa matki miała dwoje przybranego rodzeństwa, brata Jerzego i siostrę Małgorzatę.

## Dzieciństwo i adopcja
Charlotte była jedynym dzieckiem księcia Ludwika, który miał zastąpić na monakijskim tronie swojego ojca. Zgodnie z przepisami, nie mogła być jego następczynią, ponieważ była dzieckiem nieślubnym. Książę Ludwik chciał poślubić Marię Louvet i uczynić Charlotte swoją dziedziczką, ale nie zgodził się na to jego ojciec – głównie dlatego, że Louvet była rozwódką i miała już dwoje dzieci.
Sytuacja w księstwie stawała się trudna, bo kwestia dziedziczenia tronu stanęła pod znakiem zapytania. Książę Albert miał tylko jednego syna, ten miał tylko jedną nieślubną córkę. W przypadku bezpotomnej śmierci Ludwika tron przejąłby jego kuzyn Wilhelm, syn Florestyny z Monako, księżnej Urach. Niemieckiej władzy w Monako stanowczo sprzeciwiał się rząd francuski.
15 maja 1911 książę Albert I doprowadził do zmiany przepisów, uznając Charlotte za córkę Ludwika i oficjalną członkinię monakijskiej rodziny książęcej. Dziewczyna otrzymała nazwisko Grimaldi. Wkrótce okazało się, że dokument jest nieważny z powodu obowiązujących przepisów z 1882 roku. 30 października 1918 władca Monako ustanowił nowy dokument, pozwalający jego synowi adoptować córkę. Ludwik uczynił to w Paryżu 16 maja 1919, a dziadek nadał wnuczce tytuł księżnej Valentinois. Charlotte miała w przyszłości zostać księżną Monako.
Prawo pozwalające adoptowanym dzieciom brać udział w sukcesji monakijskiego tronu obowiązywało do 2002 roku, kiedy to zniósł je syn Charlotte, książę Rainier III.
W 1920 roku księżna Valentinois zawarła związek małżeński z hrabią Pierre’em de Polignac i doczekała się dwójki dzieci: córki Antoinette i syna Rainiera. W 1922 roku zmarł jej dziadek i została oficjalnie następczynią tronu z tytułem Jej Książęcej Wysokości Dziedzicznej Księżnej Monako.

## Życie prywatne

### Ślub z hrabią Pierre’em de Polignac
Dziadek księżniczki, książę Albert, postanowił znaleźć dla niej odpowiedniego kandydata na męża. Jego wybór trafił na hrabiego Pierre’a z francuskiej arystokratycznej dynastii de Polignac. Był on starszy o trzy lata od 23-letniej wówczas Charlotte. Słynął z gruntownego wykształcenia, władał kilkoma językami i miał nienaganne maniery. Młodzi spotkali się po raz pierwszy w 1919 podczas jednej z imprez towarzyskich w Paryżu. Pierre spodobał się swojej przyszłej narzeczonej, był bowiem przystojny i miał duże powodzenie wśród młodych przedstawicielek arystokracji. Książę Albert widział w nim odpowiedniego człowieka do objęcia w przyszłości władzy w państwie.
Zaręczyny pary ogłoszono 1 lutego 1920 roku. Na dzień przed ślubem Polignac zrezygnował ze swojego hrabiowskiego tytułu i przyjął nazwisko Grimaldi. Miało to na celu zachowanie nazwiska dynastycznego dla przyszłych monakijskich monarchów. Cywilna ceremonia zaślubin miała miejsce dnia 19 marca 1920, a następnego dnia odbyły się uroczystości kościelne. Pierre otrzymał tytuł księcia z Monako i księcia Valentinois, które korespondowały z tytułami jego małżonki.

### Dzieci
Wkrótce okazało się, że księżna Valentinois spodziewa się narodzin swojego pierwszego dziecka. Nieco ponad dziewięć miesięcy po ślubie, 28 grudnia 1920 roku w Paryżu, urodziła córkę, która otrzymała imiona Antoinette Louise Alberte Suzanne. Dziewczynka zajęła drugie miejsce w linii sukcesji monakijskiego tronu, tuż za swoją matką.
Trzy lata później na świat przyszło drugie dziecko pary, syn Rainier Louis Henri Maxence Bertrand, który wyprzedził swoją starszą siostrę w kolejce do tronu i przedłużył ród Grimaldich.

## Członkini rodziny książęcej
Charlotte i Pierre na początku małżeństwa uchodzili za jedną z najbardziej znanych i zgodnych par na świecie. Pomiędzy narodzinami ich dzieci sytuacja na dworze zaczęła się jednak pogarszać. Książę Pierre popadał w kolejne konflikty ze swoim teściem, który nie mógł pogodzić się z tym, że poddani żądają jego abdykacji na rzecz dużo bardziej lubianego zięcia. Ostatecznie Ludwik czekał jedynie na to, by jego córka urodziła syna, który mógłby w przyszłości zasiąść na tronie i zabezpieczyć sukcesję na kilkadziesiąt najbliższych lat.
Tak stało się w roku 1923 w dniu narodzin księcia Rainiera. Stosunki pomiędzy Pierre’em i Charlotte były coraz gorsze. On posądzany był o homoseksualizm, ona miała angażować się w kolejne romanse. Pod koniec lat 20. księżna zostawiła męża i wyprowadziła się z dworu ze swoim włoskim kochankiem. 24 lutego 1930 książę Pierre złożył pozew o rozwód przeciwko swojej żonie, a 20 marca ogłoszono ich separację.
We wrześniu tego samego roku zmarła matka Charlotte, Maria Louvet. Książę Ludwik przypłacił śmierć ukochanej głęboką frustracją. 18 lutego 1933 zgodził się udzielić córce rozwodu. Grimaldi i Polignac starali się o kościelne stwierdzenie nieważności małżeństwa, ale nigdy go nie otrzymali.
Książę Pierre zatrzymał swoje tytuły, ale został ukarany banicją na terenie Monako i otrzymał wysokie odszkodowanie. Mógł decydować o wykształceniu swoich dzieci, którymi ostatecznie zajmował się dziadek.
Charlotte dalej angażowała się w prace charytatywne, zajmowała się pielęgniarstwem i brała udział w oficjalnych wystąpieniach.
Po rozwodzie księżna próbowała utrudnić swoim dzieciom kontakty z ojcem; w przypadku syna nie udało się jej to – Rainier utrzymywał z ojcem kontakt listowny, przerwany ku rozpaczy obojga na czas II wojny światowej. Po objęciu tronu zdjął z niego banicję i zaprosił do Monako, gdzie mógł spędzać czas ze swoimi najbliższymi.
W 1934 media donosiły o planowanym ślubie księżnej z Basilem Zaharoffem, gruzińskim milionerem, wdowcem po hiszpańskiej księżnej, starszym od niej o niemal czterdzieści lat. Mężczyzna był w przyjaźni z księciem Ludwikiem, zamieszkał w Monte Carlo i razem zajmowali się interesami. Zaharoff zmarł w Monako w listopadzie 1936 roku.
W połowie lat 30. związana była z włoskim markizem Carlo Strozzim, rozwodnikiem, który był brany pod uwagę jako jej następny mąż. Do ślubu jednak nie doszło.
30 maja 1944 Charlotte w porozumieniu z ojcem zrzekła się wszystkich praw do dziedziczenia rodzinnego tronu na rzecz swojego syna. Popadła tym samym w konflikt z córką, która również rościła sobie prawa do korony jako najstarsza z rodzeństwa. Decyzja księżnej motywowana była tym, że katoliccy mieszkańcy Monako nie zaakceptują rozwiedzionej władczyni, pochodzącej na dodatek z nieprawego łoża. Dodatkowo Charlotte planowała ślub z markizem Strozzi, a bez unieważnienia poprzedniego małżeństwa nie mogła tego uczynić. Rząd francuski odmówił jej pomocy, ona zaś uznała, że rodząc dwoje dziedziców dynastii wypełniła już swój obowiązek. Zrzekła się tytułu dziedzicznej księżnej i swojego monakijskiego mieszkania. Wyjechała do Paryża, a jej syn wstąpił na tron w 1949.
Od tego czasu sporadycznie pojawiała się publicznie. Mieszkała w stolicy Francji, w Monako gościła między innymi podczas koronacji swojego syna, jego ślubu z Grace Kelly i chrztu jego drugiego dziecka, księcia Alberta. Ukończyła studia w kierunku pracy socjalnej i pomimo sprzeciwu członków rodziny, odrestaurowała ich zabytkowy dom na obrzeżach Paryża. Zamieszkała tam ze swoim kochankiem, René Girier, byłym francuskim złodziejem biżuterii.
Pomiędzy 1949 a 1957 rokiem ponownie, choć nieformalnie, uznawana była za następczynię tronu, wyprzedzając swoją córkę. Oficjalnie od momentu objęcia tronu przez Rainiera, a do czasu narodzin księżniczki Karoliny, księstwo Monako pozostawało bez następcy.
24 lipca 1946 jej ojciec poślubił Gizelę (fr. Gishlaine) Dommanget, francuską aktorkę, która była o dwa lata młodsza od Charlotte. Po śmierci Ludwika w 1949 to ona była najwyżej postawioną kobietą w państwie; było tak do czasu pojawienia się w rodzinie księżnej Grace, a później również po śmierci amerykańskiej aktorki aż do końca życia księżnej Gizeli.
Nie miała zbyt dobrych kontaktów ze swoją amerykańską synową, ale kochała wnuki. Charlotte była pierwszą osobą, do której książę Rainier zadzwonił po narodzinach swojej córki, księżniczki Karoliny. Księżną Valentinois łączyła z Karoliną wyjątkowa więź – to właśnie tej wnuczce przekazała swoją ogromną kolekcję biżuterii. Starsza córka księżniczki Karoliny nazwana jest na cześć prababci.
20 kwietnia 1959 syn z całą swoją rodziną odwiedził księżną, która była w czasie rekonwalescencji po przebytej operacji. Rainier i Grace spędzili tam trzecią rocznicę swojego ślubu.

## Śmierć
Księżna zmarła 15 listopada 1977 roku w Paryżu po długiej chorobie. Pałac Książęcy poinformował o tym w specjalnym oświadczeniu o treści: Ich Książęce Wysokości Książę Rainier III i Księżna Grace ze smutkiem ogłaszają śmierć Księżnej Charlotte, matki księcia Rainiera i księżniczki Antoinette.
Uroczystości żałobne odbyły się najpierw w pobliżu francuskiego mieszkania Charlotte w Chateau of Marchais. Została pochowana w kaplicy pałacowej w Monako.

## Spuścizna
Księżna Charlotte słynęła z nieprzeciętnej urody. Była ulubienicą poddanych i kojarzyła się im z historią baśniowego Kopciuszka.
Jej imię noszą jej dwie prawnuczki, Charlotte Marie Pomeline Casiraghi i księżniczka Alexandra Charlotte Ulrike Maryam Virginia z Hanoweru.

## Genealogia

### Potomkowie
| Pierwsze pokolenie                                                                                              | Drugie pokolenie                                | Trzecie pokolenie                            | Czwarte pokolenie                      | Piąte pokolenie                   |
| Pierre, książę Valentinois (ur 1895, zm. 1964) Charlotte, księżna Valentinois (ur. 1898, zm. 1977) (potomkowie) | Antoinette, baronowa Massy (ur. 1920, zm. 2011) | Elisabeth de Massy (ur. 1947, zm. 2020)      | Jean Taubert Natta (ur. 1974)          | Melchior Taubert Natta (ur. 2009) |
| Pierre, książę Valentinois (ur 1895, zm. 1964) Charlotte, księżna Valentinois (ur. 1898, zm. 1977) (potomkowie) | Antoinette, baronowa Massy (ur. 1920, zm. 2011) | Elisabeth de Massy (ur. 1947, zm. 2020)      | Melanie-Antoinette de Massy (ur. 1985) |                                   |
| Pierre, książę Valentinois (ur 1895, zm. 1964) Charlotte, księżna Valentinois (ur. 1898, zm. 1977) (potomkowie) | Antoinette, baronowa Massy (ur. 1920, zm. 2011) | Christan de Massy (ur. 1949)                 | Leticia de Massy (ur. 1971)            | Rose de Brouwer (ur. 2008)        |
| Pierre, książę Valentinois (ur 1895, zm. 1964) Charlotte, księżna Valentinois (ur. 1898, zm. 1977) (potomkowie) | Antoinette, baronowa Massy (ur. 1920, zm. 2011) | Christan de Massy (ur. 1949)                 | Leticia de Massy (ur. 1971)            | Sylvestre de Brouwer (ur. 2008)   |
| Pierre, książę Valentinois (ur 1895, zm. 1964) Charlotte, księżna Valentinois (ur. 1898, zm. 1977) (potomkowie) | Antoinette, baronowa Massy (ur. 1920, zm. 2011) | Christan de Massy (ur. 1949)                 | Brice de Massy (ur. 1987)              |                                   |
| Pierre, książę Valentinois (ur 1895, zm. 1964) Charlotte, księżna Valentinois (ur. 1898, zm. 1977) (potomkowie) | Antoinette, baronowa Massy (ur. 1920, zm. 2011) | Christan de Massy (ur. 1949)                 | Antoine de Massy (ur. 1997)            |                                   |
| Pierre, książę Valentinois (ur 1895, zm. 1964) Charlotte, księżna Valentinois (ur. 1898, zm. 1977) (potomkowie) | Antoinette, baronowa Massy (ur. 1920, zm. 2011) | Christine-Alix de Massy (ur. 1951, zm. 1989) | Sebastian Knecht de Massy (ur. 1972)   | Christine Knecht (ur. 2000)       |
| Pierre, książę Valentinois (ur 1895, zm. 1964) Charlotte, księżna Valentinois (ur. 1898, zm. 1977) (potomkowie) | Antoinette, baronowa Massy (ur. 1920, zm. 2011) | Christine-Alix de Massy (ur. 1951, zm. 1989) | Sebastian Knecht de Massy (ur. 1972)   | Alexia Knecht (ur. 2001)          |
| Pierre, książę Valentinois (ur 1895, zm. 1964) Charlotte, księżna Valentinois (ur. 1898, zm. 1977) (potomkowie) | Antoinette, baronowa Massy (ur. 1920, zm. 2011) | Christine-Alix de Massy (ur. 1951, zm. 1989) | Sebastian Knecht de Massy (ur. 1972)   | Vittoria Knecht (ur. 2007)        |
| Pierre, książę Valentinois (ur 1895, zm. 1964) Charlotte, księżna Valentinois (ur. 1898, zm. 1977) (potomkowie) | Antoinette, baronowa Massy (ur. 1920, zm. 2011) | Christine-Alix de Massy (ur. 1951, zm. 1989) | Sebastian Knecht de Massy (ur. 1972)   | Andrea Knecht (ur. 2008)          |
| Pierre, książę Valentinois (ur 1895, zm. 1964) Charlotte, księżna Valentinois (ur. 1898, zm. 1977) (potomkowie) | Rainier III, książę Monako (ur. 1923, zm. 2005) | Caroline, księżna Hanoweru (ur. 1957)        | Andrea Casiraghi (ur. 1984)            | Alexandre Casiraghi (ur. 2013)    |
| Pierre, książę Valentinois (ur 1895, zm. 1964) Charlotte, księżna Valentinois (ur. 1898, zm. 1977) (potomkowie) | Rainier III, książę Monako (ur. 1923, zm. 2005) | Caroline, księżna Hanoweru (ur. 1957)        | Andrea Casiraghi (ur. 1984)            | India Casiraghi (ur. 2015)        |
| Pierre, książę Valentinois (ur 1895, zm. 1964) Charlotte, księżna Valentinois (ur. 1898, zm. 1977) (potomkowie) | Rainier III, książę Monako (ur. 1923, zm. 2005) | Caroline, księżna Hanoweru (ur. 1957)        | Andrea Casiraghi (ur. 1984)            | Maximilian Casiraghi (ur. 2018)   |
| Pierre, książę Valentinois (ur 1895, zm. 1964) Charlotte, księżna Valentinois (ur. 1898, zm. 1977) (potomkowie) | Rainier III, książę Monako (ur. 1923, zm. 2005) | Caroline, księżna Hanoweru (ur. 1957)        | Charlotte Casiraghi (ur. 1986)         | Raphael Elmaleh (ur. 2013)        |
| Pierre, książę Valentinois (ur 1895, zm. 1964) Charlotte, księżna Valentinois (ur. 1898, zm. 1977) (potomkowie) | Rainier III, książę Monako (ur. 1923, zm. 2005) | Caroline, księżna Hanoweru (ur. 1957)        | Charlotte Casiraghi (ur. 1986)         | Balthasar Rassam (ur. 2018)       |
| Pierre, książę Valentinois (ur 1895, zm. 1964) Charlotte, księżna Valentinois (ur. 1898, zm. 1977) (potomkowie) | Rainier III, książę Monako (ur. 1923, zm. 2005) | Caroline, księżna Hanoweru (ur. 1957)        | Pierre Casiraghi (ur. 1987)            | Stefano Casiraghi (ur. 2017)      |
| Pierre, książę Valentinois (ur 1895, zm. 1964) Charlotte, księżna Valentinois (ur. 1898, zm. 1977) (potomkowie) | Rainier III, książę Monako (ur. 1923, zm. 2005) | Caroline, księżna Hanoweru (ur. 1957)        | Pierre Casiraghi (ur. 1987)            | Franceso Casiraghi (ur. 2018)     |
| Pierre, książę Valentinois (ur 1895, zm. 1964) Charlotte, księżna Valentinois (ur. 1898, zm. 1977) (potomkowie) | Rainier III, książę Monako (ur. 1923, zm. 2005) | Caroline, księżna Hanoweru (ur. 1957)        | księżniczka Alexandra (ur. 1999)       |                                   |
| Pierre, książę Valentinois (ur 1895, zm. 1964) Charlotte, księżna Valentinois (ur. 1898, zm. 1977) (potomkowie) | Rainier III, książę Monako (ur. 1923, zm. 2005) | Albert II, książę Monako (ur. 1958)          | Jazmin Grimaldi (ur. 1992)             |                                   |
| Pierre, książę Valentinois (ur 1895, zm. 1964) Charlotte, księżna Valentinois (ur. 1898, zm. 1977) (potomkowie) | Rainier III, książę Monako (ur. 1923, zm. 2005) | Albert II, książę Monako (ur. 1958)          | Alexandre Grimaldi-Coste (ur. 2003)    |                                   |
| Pierre, książę Valentinois (ur 1895, zm. 1964) Charlotte, księżna Valentinois (ur. 1898, zm. 1977) (potomkowie) | Rainier III, książę Monako (ur. 1923, zm. 2005) | Albert II, książę Monako (ur. 1958)          | Gabriela, hrabina Carladès (ur. 2014)  |                                   |
| Pierre, książę Valentinois (ur 1895, zm. 1964) Charlotte, księżna Valentinois (ur. 1898, zm. 1977) (potomkowie) | Rainier III, książę Monako (ur. 1923, zm. 2005) | Albert II, książę Monako (ur. 1958)          | Jakub, markiz Baux (ur. 2014)          |                                   |
| Pierre, książę Valentinois (ur 1895, zm. 1964) Charlotte, księżna Valentinois (ur. 1898, zm. 1977) (potomkowie) | Rainier III, książę Monako (ur. 1923, zm. 2005) | księżniczka Stephanie (ur. 1965)             | Louis Ducruet (ur. 1992)               | Victoire Ducruet (ur. 2023)       |
| Pierre, książę Valentinois (ur 1895, zm. 1964) Charlotte, księżna Valentinois (ur. 1898, zm. 1977) (potomkowie) | Rainier III, książę Monako (ur. 1923, zm. 2005) | księżniczka Stephanie (ur. 1965)             | Pauline Ducruet (ur. 1994)             |                                   |
| Pierre, książę Valentinois (ur 1895, zm. 1964) Charlotte, księżna Valentinois (ur. 1898, zm. 1977) (potomkowie) | Rainier III, książę Monako (ur. 1923, zm. 2005) | księżniczka Stephanie (ur. 1965)             | Camille Gottlieb (ur. 1998)            |                                   |

## Tytuły
| Od               | do                | Tytuł                                                                            |
| 30 września 1898 | 18 lipca 1911     | Panna Charlotte Louvet                                                           |
| 18 lipca 1911    | 16 maja 1919      | Charlotte, mademoiselle z Monako                                                 |
| 16 maja 1919     | 20 maja 1919      | Jej Książęca Wysokość Księżniczka Charlotte z Monako                             |
| 20 maja 1919     | 20 czerwca 1922   | Jej Książęca Wysokość Charlotte, Księżna Valentinois                             |
| 20 czerwca 1922  | 30 maja 1944      | Jej Książęca Wysokość Charlotte, Dziedziczna Księżna Monako, Księżna Valentinois |
| 2 czerwca 1944   | 9 maja 1949       | Jej Książęca Wysokość Charlotte, Księżna Valentinois                             |
| 9 maja 1949      | 23 stycznia 1957  | Jej Książęca Wysokość Charlotte, Dziedziczna Księżna Monako, Księżna Valentinois |
| 23 stycznia 1957 | 15 listopada 1977 | Jej Książęca Wysokość Charlotte, Księżna Valentinois                             |